# Lilet
María Luz Lilet Jodloman Esteban (n. 17 de enero de 1977, Manila), artísticamente conocida como Lilet o Marielle. Es una actriz de TV-host y cantante filipina.
También es conocida como la musa de la OPM (Original Pilipino Música).

## Carrera
Lilet cuando tenía tres años de edad, tuvo interés por la música. Ella saltó a la fama cuando protagonizó para un corte comercial de "Cocacola". Fue enviada a Liverpool, Inglaterra, para participar para una filmación de la nueva Coca-Cola comercial.
Lilet lanzó su primer álbum titulado "Lonely Girl", producido bajo el sello discográfico de "GOI Records". Su segundo álbum musical de Lilet, fue producido por "Viva Records". Su tercer álbum titulado "Kahit Minsan Lang", fue producido bajo el sello de "Alfa Records" y su cuarto álbum,  incluyen temas musicales clásicas como Tulak ng Bibig, Kabig ng Dibdib y Kaibigan Lang Pala.
Lilet se unió una vez en Hollywood, junto con Lea Salonga y Rachel Alejandro.
Lilet como actriz de cine, participó en películas como Aso't Pusa, Estudyante Blues, Dear Diary y Pik Pak Boom.
En 2003, Lilet lanzó un álbum, que marcaría su retorno a los escenarios bajo el nombre de registro titulado "Marielle".

## Vida personal
Abandonó el mundo del espectáculo, para proseguir sus estudios en Japón. Actualmente es madre de dos hijos y su esposo se llama Jay Esteban.

## Filmografía
- Dear Diary (1989)
- Estudyante Blues (1989)
- Aso't Pusa (1989)
- Pik Pak Boom (1988)
- That's Entertainment (TV show) (1986)

## Discografía
Lonely Girl album
- Lonely Girl
- Darating Ako

This Song's Dedicated To You
- Esta canción está dedicada a ti
- Curación
- En alguna parte hacia fuera allí

Kahit Minsan Lang
- Kahit Minsan Lang
- Kahit Bata Pa
- Kay Palad Mo

Lilet In Bloom
- Tulak Ng Bibig, Kabig Ng Dibdib
- Kaibigan Lang Pala

Marielle
- Dentro de un sueño, Hindi Ako Nag-iisa
- This Time
- Sa Paglisan Mo
- May Pagtingin Pa Rin
- Because Of You
- Imagina
- Más de lo que nunca sabrás
- I Love The Way
- Oras-Oras
- Pwede Ba Kaya